# 嵐山車站 (阪急)
嵐山站（日语：／ Arashiyama eki */?），是一個位於京都市西京區嵐山東一川町，屬於阪急電鐵嵐山線的鐵路車站。車站編號為HK-98。

## 歷史

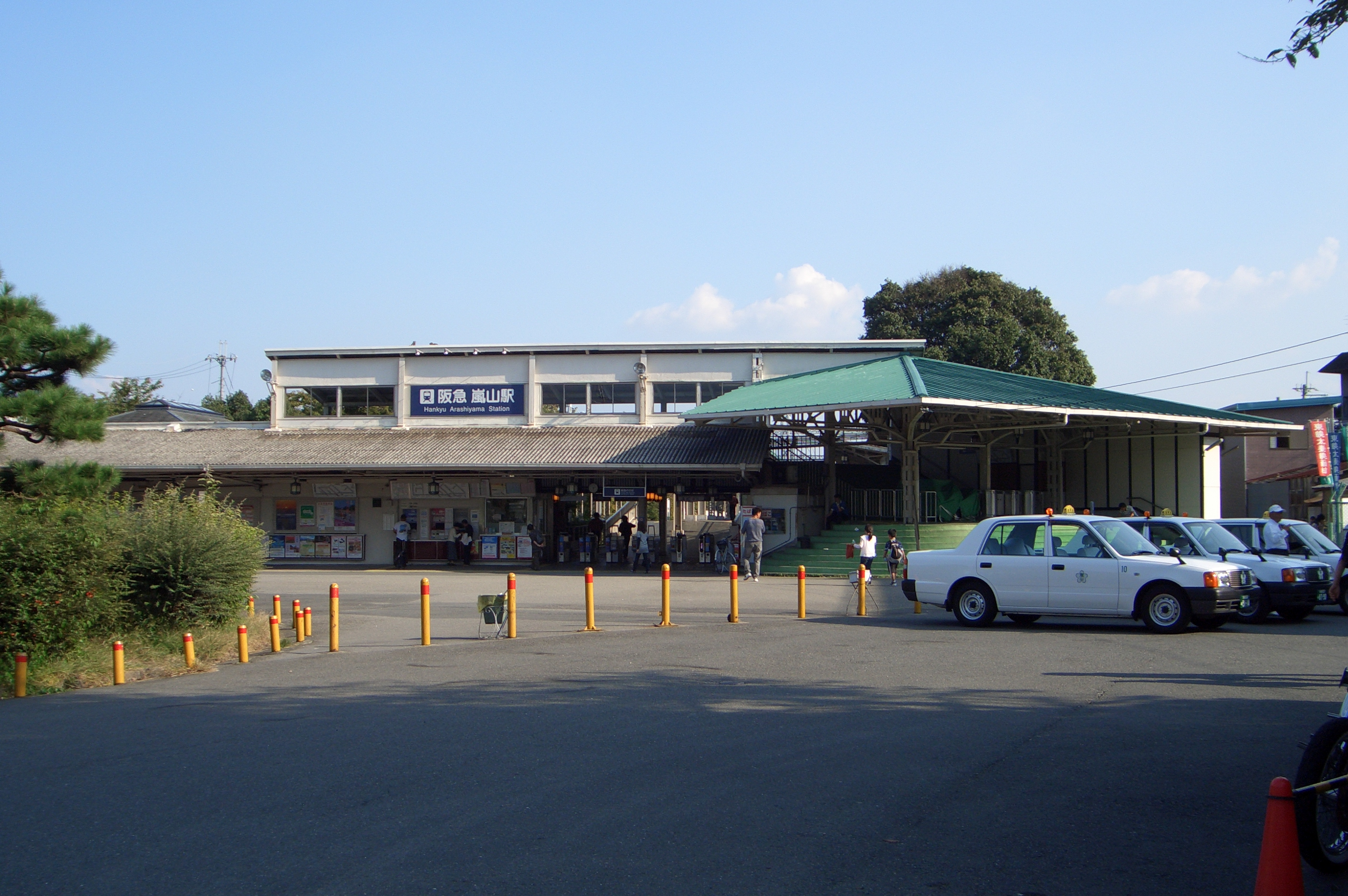
改裝前的站房

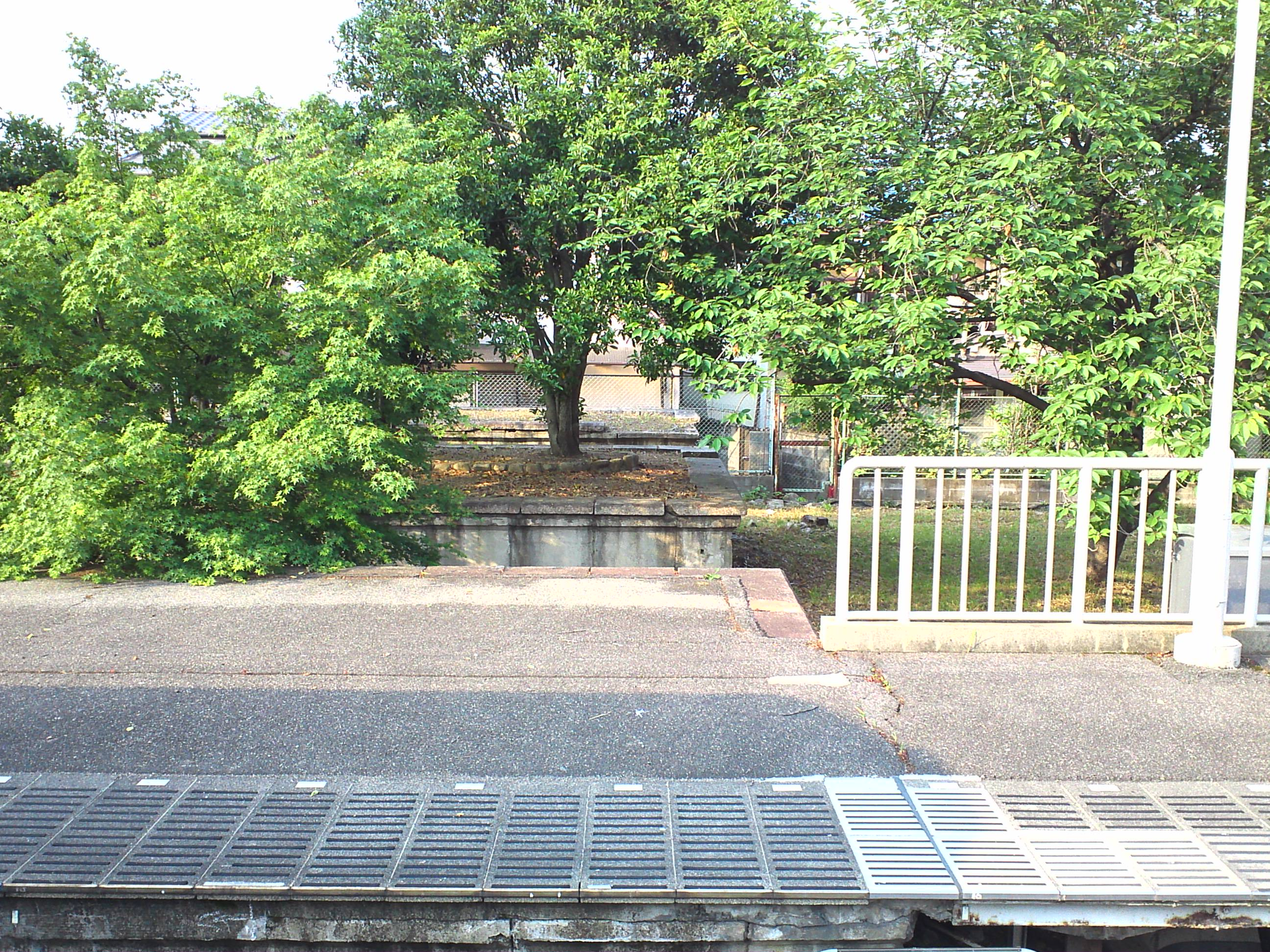
已廢止的月台（圖中最裡面兩面）

- 1928年（昭和3年）11月9日 - 新京阪鐵道嵐山線開通，本站同時開業[2]。
- 1930年（昭和5年）9月15日 - 由於公司合併，成為京阪電氣鐵道的車站[2]。
- 1943年（昭和18年）10月1日 - 京阪電氣鐵道和阪神急行電鐵合併，本站成為京阪神急行電鐵（現今的阪急電鐵）的車站[2]。
- 1944年（昭和19年）1月9日 - 由於資材供出，全線單線化。
- 2010年（平成22年）10月30日 - 車站改建。同時也開始使用站前廣場。站前設有客運總站。
- 2013年（平成25年）12月21日 - 導入車站編號[2]。

## 車站構造
港灣式月台3面2線的地面車站。雖然2線都被兩側月台所包夾，但整年使用的只有中央的那一面。
2010年（平成22年）4月，車站外觀改建成京町家的風格（站內的改建亦然）。同年10月30日站前廣場重新鋪設，成為種有櫻木的石疊廣場。

### 月台配置
| 月台 | 路線         | 目的地                                  |
| ---- | ------------ | --------------------------------------- |
|      | 臨時下車月台 | 往 桂、京都河原町、大阪梅田、神戶、寶塚 |
| 1・2 | 嵐山線       | 往 桂、京都河原町、大阪梅田、神戶、寶塚 |
|      | 臨時下車月台 | 往 桂、京都河原町、大阪梅田、神戶、寶塚 |

## 使用狀況
根據京都市統計書統計，2019年（令和元年）度1日的上下車人次為11,019人（年間約4,033,000人）。
近年1日平均上車、上下車人次如下表。
| 年度               | 1日平均 上下車人次 | 1日平均 上車人次 |
| ------------------ | ------------------ | ---------------- |
| 2007年（平成19年） | 8,419              | 4,065            |
| 2008年（平成20年） | 9,254              | 4,527            |
| 2009年（平成21年） | 8,635              | 4,227            |
| 2010年（平成22年） | 6,917              | 3,339            |
| 2011年（平成23年） | 6,822              | 3,252            |
| 2012年（平成24年） | 7,277              | 3,407            |
| 2013年（平成25年） | 8,408              | 3,915            |
| 2014年（平成26年） | 7,568              | 3,737            |
| 2015年（平成27年） | 9,008              | 4,322            |
| 2016年（平成28年） | 9,637              | 4,660            |
| 2017年（平成29年） | 11,970             | 5,795            |
| 2018年（平成30年） | 10,121             | 4,847            |
| 2019年（令和元年） | 11,019             | 5,325            |

## 車站周邊
東西側為住宅區。要往嵐山觀光區須從車站往西北方直走，離渡月橋約400公尺。
距離本站最近的京福電氣鐵道嵐山本線的嵐山站，須經過渡月橋，徒步約15分。再向北走可到JR嵯峨野線的嵯峨嵐山站、嵯峨野觀光鐵道的小火車嵯峨站，從本站徒步約需20分。
- 渡月橋
- 虚空藏法輪寺
- 櫟谷宗像神社
- 嵐山公園
- 岩田山公園
- 嵐山猴子公園
- 京都嵐山郵局
- 京都市立嵐山東小學校
- 京都府道134号嵐山停車場線
- 京都府道29号宇多野嵐山山田線（嵯峨街道）
- 桂川

## 公車路線

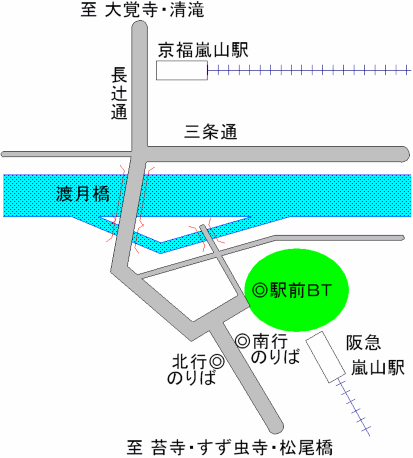
阪急嵐山站前公車站的位置

設有公車站「阪急嵐山站前」，可乘坐京都市營巴士與京都巴士。
- 站前客運總站（站前BT） - 站前廣場内
- 南行站牌 - 嵯峨街道（府道29号線）
- 北行站牌- 同上

### 京都市營巴士
| 系統 | 目的地 | 主要行經地       |
| ---- | ------ | ---------------- |
| 28   | 京都站 | 松尾橋・四條大宮 |
| 28   | 大覺寺 |                  |

### 京都巴士
| 站牌   | 系統           | 目的地               | 主要行經地        | 備註             |
| ------ | -------------- | -------------------- | ----------------- | ---------------- |
| 站前BT | 62・66         | 四條河原町・三條京阪 |                   |                  |
| 站前BT | 72・76・快速76 | 京都站               |                   |                  |
| 站前BT | 62・72・92     | 清瀧                 |                   |                  |
| 站前BT | 90             | 西山高雄             | 嵐山・高雄Parkway | 只有紅葉季節運行 |
| 站前BT | 94             | 大覺寺・清瀧         |                   |                  |
| 北行   | 63             | 四條河原町・三條京阪 |                   |                  |
| 北行   | 73             | 京都站               | 四條大宮          |                  |
| 南行   | 63・73・83     | 苔寺・鈴蟲寺         |                   |                  |

## 其他
- 本站的副站名雖為「嵯峨野」，但車站位置並不位於嵯峨野（右京區），車内廣播並沒有明說。
  - 此外，阪急線內所標示的「京都（河原町）」，這裡指的「京都」並非京都站或京都市，而是指「洛中」（過去平安京的內部）。
- 本站被選定為第2回近畿車站百選。
- 本站為日本全國車站編號最大的數字(98)。
- 本站為阪急所有車站中最北的車站。

## 相鄰車站
阪急電鐵
 嵐山線
松尾大社（HK-97）－嵐山（HK-98）
- 春、秋登山季節的臨時列車與直通特急在嵐山線內各站停車。

## 外部連結
- 嵐山 - 阪急電鐵